# Technische Hochschule Köln
Avec 23 500 étudiants et 430 professeurs, la Technische Hochschule Köln, (TH Köln, en français Université des Sciences appliquées de Cologne), est la plus grande université de sciences appliquées d'Allemagne. Située à Cologne, elle dispense un total d'environ 100 cours bachelor et master à temps plein, à temps partiel et en double cursus.

## Facultés
Les cours proposés par la TH Köln sont mis en œuvre dans les facultés, qui se consacrent également à diverses activités de recherche. Les facultés sont initialement issues de précédents départements en septembre 2002. A cette époque, dix facultés sont formées. Une onzième s'ajoute en 2009. La plus récente est fondée en octobre 2019
- Faculté des sciences sociales appliquées (F01)
- Faculté d'études culturelles (F02)
- Faculté des Sciences de l'information et de la communication (F03)
- Faculté d'économie et de droit (F04)
- Faculté d'architecture (F05)
- Faculté de génie civil et technologie environnementale (F06)
- Faculté de l'Information, des Médias et d'électrotechnique (F07)
- Faculté des systèmes et de la production de véhicules (F08)
- Faculté des installations industrielles, de l'énergie et des systèmes de machines (F09)
- Faculté d'informatique et des Sciences de l'ingénieur (F10)
- Faculté des sciences appliquées (F11)
- Faculté d'Aménagement du territoire et des systèmes d'infrastructure (F12)